# A Nazione
A Nazione és una revista corsa d'orientació nacionalista i escrita totalment en cors, fundada el febrer de 2007 per Ghjuvan'Guidu Talamoni. Tracta temes d'actualitat, la commemoració del bicentenari de la mort de Pascal Paoli i l'actualitat esportiva o literària. Compta amb nombrosos col·laboradors, la majoria d'ells de l'àmbit del nacionalisme cors, com Riacquistu, Ghjacumu Thiers, Ghjacumu Fusina, Santu Casta, Lisandru Bassani, Ghjermana de Zerbi, Maria Teresia Poli, Francescu Maria Perfettini. Ha donat a conèixer autors nous com Alanu di Meglio, Antone Filippi i Petru Vachet-Natali.